# David Auradou
David Auradou (* 13. November 1973 in Harfleur, Département Seine-Maritime) ist ein ehemaliger französischer Rugby-Union-Spieler. Er spielte auf der Position des Zweite-Reihe-Stürmers für den Verein Stade Français Paris in der obersten Liga Top 14 und für die französische Nationalmannschaft. Bei Stade Français war er darüber hinaus Mannschaftskapitän.
Mit Stade Français feierte David Auradou zahlreiche Erfolge. Er wurde mit dieser Mannschaft drei Mal französischer Meister (2000, 2003, 2004) und gewann 1999 den Coupe de France. 2005 war er Meisterschaftsfinalist, 2001 und 2005 erreichte er das Finale des Heineken Cup.
Auradou spielte bis jetzt 40 Mal für die Nationalmannschaft. Sein erstes Länderspiel war am 20. März 1999 gegen England. Er nahm an der Weltmeisterschaft 1999 und der Weltmeisterschaft 2003 teil, wo er in einem bzw. drei Spielen eingesetzt wurde. In den Jahren 1999, 2001, 2002, 2003 und 2004 nahm er am renommierten Six-Nations-Turnier teil und schaffte 2002 als auch 2004 mit der Nationalmannschaft den „Grand Slam“ (Siege gegen alle anderen beteiligten Mannschaften).
Nach der 25:21 Halbfinalniederlage von Stade Français gegen den späteren Meister USA Perpignan am 30. Mai 2009 in Lyon beendete David Auradou seine aktive Karriere.